# West Los Angeles
West Los Angeles est un quartier de Los Angeles (Californie) situé à l'ouest de Downtown Los Angeles. Ses limites demeurent floues et diffèrent selon les sources d'information. Il peut toutefois être admis que le quartier est globalement situé de part et d'autre de l'Interstate 405 au nord de l'Interstate 10 et au sud de Wilshire Boulevard. 
Le quartier ne doit pas être confondu avec le Westside (en) qui constitue plutôt une région du comté de Los Angeles, englobant du même coup West Los Angeles, Culver City, Santa Monica et d'autres quartiers environnants, notamment. Cette région est habituellement associée au secteur situé à l'ouest de La Cienega Boulevard ou de La Brea Avenue (à l'exception de Crenshaw, quartier qui est considéré comme faisant partie de South Los Angeles).

## Géographie
Selon les outils de géomatique de la ville de Los Angeles, le quartier est délimité de la façon suivante, et ce, en partant de l'intersection de Wilshire Boulevard et Centinela Avenue:
- Vers l'est sur Wilshire Boulevard
- Vers le sud sur Federal Avenue
- Vers l'est sur Rochester Avenue
- Vers le sud sur Butler Avenue
- Vers l'est sur Ohio Avenue
- Vers le sud sur Sepulveda Boulevard
- Vers l'est sur Santa Monica Boulevard
- Vers le sud sur une limite imaginaire à l'est de Century Park
- Vers l'est sur Pico Boulevard
- Vers le nord sur une limite imaginaire à l'ouest de Beverly Green Drive
- Vers l'est sur Whitworth Driver
- Vers le sud sur Crest Drive
- Vers l'ouest sur Alcott Drive
- Vers le sud sur Durango Avenue
- Vers l'ouest sur Airdrome Street
- Vers le sud sur Canfield Avenue
- Vers l'est sur Montemar Drive
- Vers le sud sur Robertson Boulevard
- Vers l'ouest sur 24th Street
- Vers le sud sur Canfield Avenue
- Vers l'est sur National Boulevard
- Vers le sud sur Robertson Boulevard
- Vers l'ouest sur Exposition Boulevard
- Vers le nord-ouest sur National Boulevard
- Vers le nord sur l'Interstate 405
- Vers l'ouest sur Pico Boulevard
- Vers le nord sur Centinela Avenue

Tel que précédemment décrit, le quartier engloberait plusieurs autres quartiers habituellement reconnus comme quartiers à part entière, tels que Century City, Cheviot Hills (en), Rancho Park (en) ou Sawtelle (en). 
Le projet de cartographie (en) des secteurs du comté initié par le journal Los Angeles Times décrit plutôt le quartier comme étant délimité par Santa Monica Boulevard au nord, Beverly Glen Boulevard à l'est, Pico Boulevard au sud et Sepulveda Boulevard à l'ouest. 

## Démographie
Le Los Angeles Times considère le quartier comme peu diverse du point de vue ethnique, 76,7 % blanche non hispaniques, 11,4 % asiatique, 5,3 % de la population étant hispanique, 2,4 % afro-américaine, et 4,1 % appartenant à une autre catégorie ethno-raciale.